# Wojskowa Akademia Medyczna im. S.M. Kirowa
Wojskowa Akademia Medyczna im. S.M. Kirowa w Sankt Petersburgu (ros. Федеральное государственное бюджетное военное образовательное учреждение высшего образования «Военно-медицинская академия имени С.М.Кирова» Министерства обороны Российской Федерации) – rosyjska państwowa uczelnia medyczna w Petersburgu, najstarsza uczelnia medyczna w Rosji.

## Historia
Za datę powstania Akademii przyjmuje się datę podpisania dekretu o budowie uczelni przez Pawła I, 18 grudnia?/29 grudnia 1798 (według niektórych raportów 1714). Od 1799 działała jako Akademia Medyczno-Chirurgiczna, w latach 1808–1881 Cesarska Akademia Medyczno-Chirurgiczna. Od 1881 pod nazwą Cesarskiej Wojskowej Akademii Medycznej. W 1935 nadano jej imię Siergieja Mironowicza Kirowa.

## Znani absolwenci
W Akademii uczyli się między innymi:
- Antonina Leśniewska – pierwsza polska farmaceutka, działaczka społeczna i oświatowa,
- Karapet Agadżanian – neurolog, psychiatra i neuroanatom,
- Stanisław Daniłło – psychiatra,
- Napoleon Cybulski – fizjolog,
- Jan Lucjan Mierzejewski – psychiatra i neurolog,
- Julian Kosiński – chirurg,
- Jan Baliński – psychiatra,
- Piotr Boczkowski – weterynarz.

## Przypisy

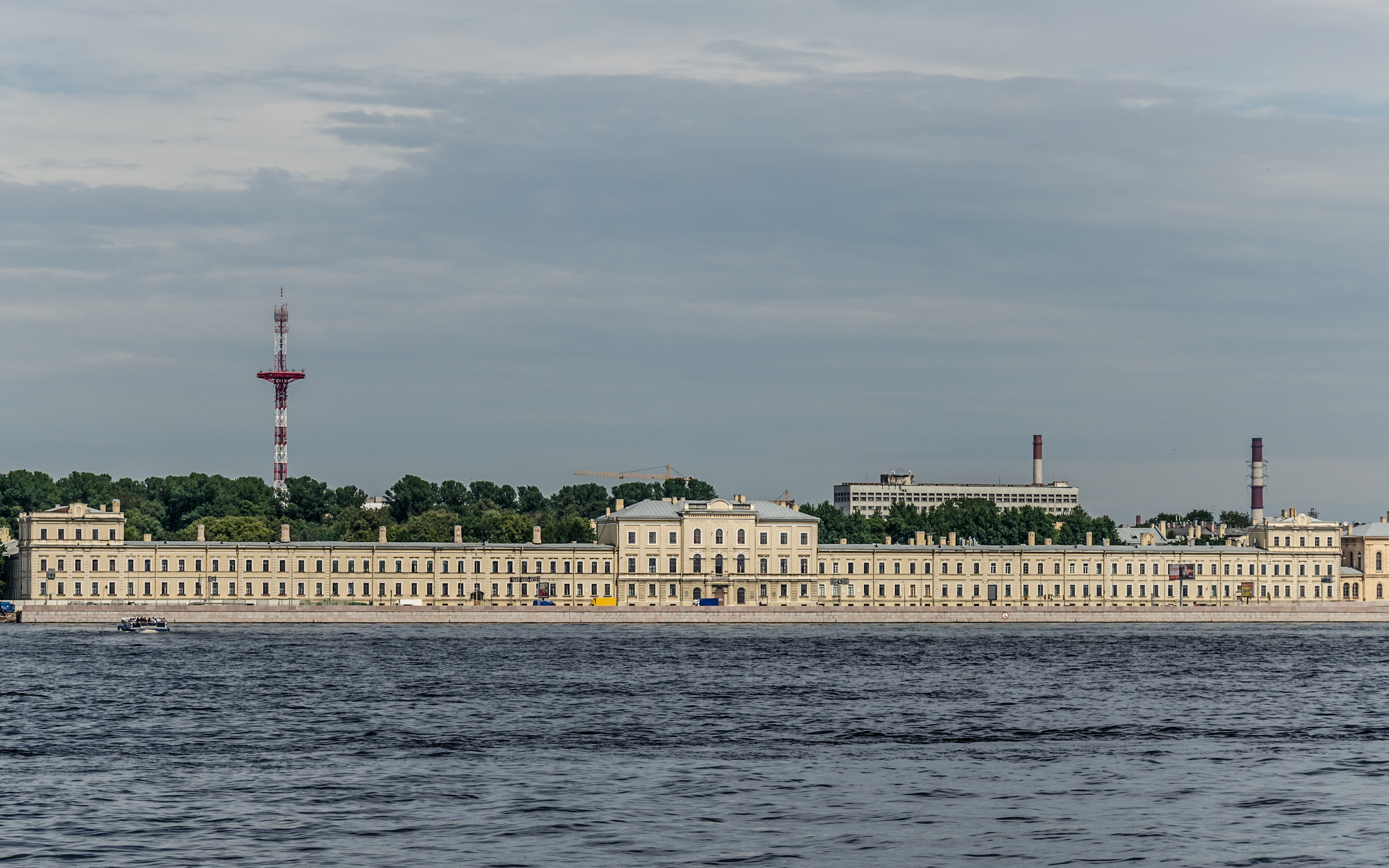
Kliniczny budynek Akademii (2012)